# Thibaudia formosa
Thibaudia formosa là một loài thực vật có hoa trong họ Thạch nam. Loài này được (Klotzsch) Hoerold miêu tả khoa học đầu tiên năm 1909.